# Tōseiha

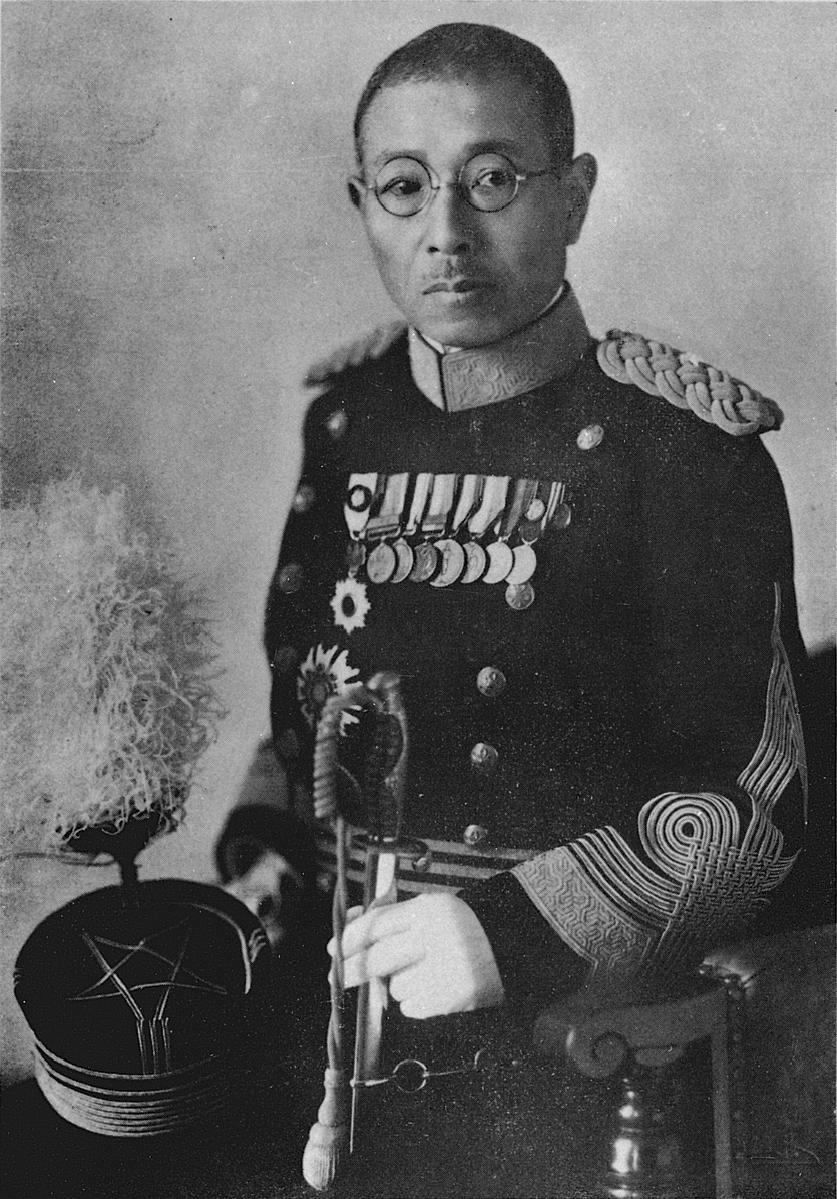
Il leader della corrente Tōseiha, il generale tenente Tetsuzan Nagata

La Tōseiha (統制派), letteralmente "fazione di controllo", era una fazione politica interna all'Esercito imperiale giapponese, attiva tra il 1920 e il 1936. La corrente si distingueva per la collaborazione degli ufficiali componenti con gli industriali e gli altri poteri nella società giapponese, e ciò si contrapponeva alle idee radicali di espansionismo e reazione della fazione Kōdōha, che sosteneva essenzialmente una rivoluzione sociale e la critica al capitalismo. La Tōseiha ottenne definitivamente la sua totale influenza sull'esercito dopo l'incidente del 26 febbraio, quando liquidò i componenti della fazione avversara con punizioni ed esecuzioni. L'ideologia dei Kōdōha influenzò direttamente le armate imperiali per tutta la seconda metà degli anni trenta, nonostante il loro controllo fosse stato estinto.

## Nascita
Sebbene l'Impero giapponese avesse conosciuto una crescita economica durante la prima guerra mondiale, la crisi finanziaria Shōwa provocò l'aumento dello scontento tra la popolazione. La polarizzazione politica crebbe quando i sindacati si ispirarono sempre più a ideali socialisti, comunisti e anarchici mentre la corruzione affliggeva la classe politica. La sfiducia per l'andamento della democrazia liberale si sviluppò anche tra le forze militari, tra le quali il dissenso si evolse in frange estremiste, nella volontà di un'azione diretta.
Nacque così la fazione ultranazionalista Kōdōha (la via imperiale), fantasticando riguardo a un passato pre-industrializzato glorioso e puro al quale sarebbe stato saggio tornare sotto la guida del generale Sadao Araki. In opposizione si formò la corrente Tōseiha, più legata ai valori nazionali e patriottici, ma anche alla modernizzazione dell'esercito imperiale (spesso guardando come ispirazione alla Germania nazista). Entrambe le fazioni furono influenzate da elementi fascisti, come il disprezzo per il sistema democratico e l'esistenza di più partiti con programmi differenti (pluralismo). Ma la Kōdōha aspirava a una rivoluzione sociale guidata da forti valori spirituali che estirpasse il capitalismo, considerato come una forma di corruzione, mentre la Tōseiha perseguiva la modernizzazione dell'esercito e lo sviluppo industriale in collaborazione con i poteri economici (come gli zaibatsu).

## Opposizione
La differenza sostanziale tra i due schieramenti derivava dal loro piano d'azione: Se i membri della Tōseiha pensavano di raggiungere i loro scopi tramite la collaborazione con le istituzioni politiche dominanti nel paese, la Kōdōha celebrava la Restaurazione Shōwa come obiettivo di un golpe militare. D'altronde la Tōseiha non aspirava a cambiare il Giappone, ma soltanto a prenderne il controllo, mentre la Kōdōha aveva come obiettivo politico una rivoluzione sociale che estirpasse il capitalismo e il liberalismo. Prospettando un futuro di guerre, la frangia della Tōseiha sperava di fondare un'industria bellica solida con l'aiuto della classe borghese giapponese e la continuità dell'economia degli zaibatsu, che erano invece odiati e avversati dalla Kōdōha.
Gli ultranazionalisti supportarono con convinzione la strategia dell'Hokushin-ron, l'attacco preventivo contro l'Unione Sovietica, sostenendo che la Siberia appartenesse alla sfera d'influenza giapponese. I seguaci della Tōseiha preferirono consigliare un approccio meno aggressivo verso l'Unione Sovietica, considerando come avversari piuttosto le potenze occidentali come gli Stati Uniti e l'Impero britannico.

## Declino
Nel 1931, l'incidente di Mukden e la successiva invasione giapponese della Manciuria segnò una frattura irreparabile tra le due correnti, poiché entrambe dichiaravano la loro indiscutibile legittimità a guidare le operazioni militari. La Kōdōha perse gradualmente la sua influenza, finché dopo l'incidente del 26 febbraio venne de facto eliminata. La Tōseiha ebbe così il completo controllo sull'esercito, ma senza un'opposizione, perse rapidamente la propria ragione di essere e venne smantellata nel tempo.